# Terellia tarbinskiorum
Terellia tarbinskiorum är en tvåvingeart som beskrevs av Korneyez 2006. Terellia tarbinskiorum ingår i släktet Terellia och familjen borrflugor. Inga underarter finns listade i Catalogue of Life.